# Marc Dufour
Marc Carol Dufour (Trois-Rivières, 11 settembre 1941 – Trois-Rivières, 23 gennaio 2015) è stato un hockeista su ghiaccio canadese che nel corso della carriera ha giocato in National Hockey League.

## Carriera
Dufour giocò a livello giovanile per alcune stagioni nelle leghe giovanili dell'Ontario e del Quebec, per poi disputare la stagione 1961-1962 nel Manitoba con i Brandon Wheat Kings, formazione che si qualificò per la Memorial Cup. Esordì nel 1962 fra i professionisti giocando per una stagione nella Eastern Professional Hockey League.
Nelle stagioni successive Dufour entrò nell'organizzazione dei New York Rangers, formazione con cui esordì in National Hockey League disputando 12 partite in due anni. Giocò anche in American Hockey League e nella Western Hockey League. Nella stagione 1964-1965 con i St. Paul Rangers vinse l'Adams Cup, trofeo per la squadra vincitrice della Central Hockey League.
Nell'estate del 1967 in occasione dell'NHL Expansion Draft Dufour fu selezionato dai Los Angeles Kings. Nelle tre stagioni trascorse con la franchigia californiana disputò solo due partite in NHL, mentre per la maggior parte del tempo fu impiegato dal farm team in AHL degli Springfield Kings.
Nel 1970 lasciò i Kings per fare ritorno in AHL ai Baltimore Clippers, formazione con cui aveva già giocato nel corso delle stagioni 1963-64 e 1965-66. Dufour giocò a Baltimora per cinque stagioni consecutive arrivando fino alla finale della Calder Cup del 1972 persa contro i Nova Scotia Voyageurs. Si ritirò definitivamente dall'attività agonistica nel 1975.

## Palmarès

### Club
- Adams Cup: 1

St. Paul: 1964-1965

### Individuale
- EPHL Second All-Star Team: 1

1962-1963
- CPHL First All-Star Team: 1

1964-1965
- AHL First All-Star Team: 1

1970-1971
- AHL Second All-Star Team: 1

1973-1974